# Molí de Vilardida
El Molí de Vilardida és un antic molí fariner d'origen medieval situat a la riba esquerra del riu Gaià, en el terme municipal de Montferri a l'Alt Camp Tarragona. Aquest molí va ser utilitzat fins a mitjan segle XX i forma part d'un conjunt arquitectònic que inclou un edifici senyorial, així com diversos annexos. És una de les moltes construccions històriques que han aprofitat els recursos hídrics del riu Gaià, que ha estat una font de vida per a la població de Montferri des de temps medievals.

## Ubicació
El Molí de Vilardida es troba al quilòmetre 2 de la carretera T-204, que connecta Vilardida amb Montferri, al límit amb el terme de Vila-rodona. Es pot accedir per un camí que surt a la dreta de la carretera i continua uns 400 metres. Tot i que no es pot visitar l'interior, els molins medievals de la zona, inclòs el de Vilardida, poden ser observats des de l'exterior.

## Característiques arquitectòniques
El Molí de Vilardida és una construcció de grans dimensions, dissenyada en forma de U, amb una façana principal que presenta murs de maçoneria irregular. Aquesta estructura acull un edifici senyorial amb annexos que delimiten un pati tancat a la part davantera. Els portals de la façana principal estan marcats per les dates de 1802 i 1898, indicant els períodes de reforma de l’edifici. Una de les característiques destacades del molí és la seva gran façana, que s'orienta cap al riu Gaià, aprofitant la força de l'aigua per a les funcions tradicionals del molí de farina.                  

## Funció
Des de la seva construcció, el molí de Vilardida va formar part d'un sistema agrícola de producció de farina, aprofitant els recursos del riu Gaià. Aquesta zona ha estat històricament coneguda per la presència de diversos molins medievals, també anomenats molins de Sàlfores, documentats des de l'any 1072. Tot i que els molins han estat modificats al llarg del temps i han perdut la seva funció original, el Molí de Vilardida va continuar en funcionament fins a mitjan segle XX. A més de farina, els molins de la zona també van ser utilitzats per a la producció d’oli i altres productes agrícoles.